# Knoutsodonta bouvieri
Knoutsodonta bouvieri is een slakkensoort uit de familie van de Onchidorididae. De wetenschappelijke naam van de soort werd voor het eerst geldig gepubliceerd in 1919 door Vayssière als Lamellidoris bouvieri.